# Каменев, Георгий Кириллович
Георгий Кириллович Каменев (16 марта 1960, Москва — 3 ноября 2020	, там же) — российский математик, доктор физико-математических наук (2005), ведущий научный сотрудник ВЦ ФИЦ ИУ РАН, член Диссертационного совета ФУПМ МФТИ. Также известен как священник, штатный клирик московского храма Богоявления Господня бывшего Богоявленского монастыря.

## Биография
Родился 16 марта 1960 года в Москве. Окончил с отличием Московский физико-технический институт, факультет управления и прикладной математики (1983) и аспирантуру МФТИ (1985). В 1986 году в МФТИ защитил диссертацию на звание кандидата физико-математических наук. В 2005 году в ВЦ РАН защитил диссертацию «Теория оптимальных адаптивных методов полиэдральной аппроксимации выпуклых компактных тел и её применение в задачах принятия решений» на звание доктора физико-математических наук.
В Вычислительном Центре им. А. А. Дородницына РАН (ВЦ РАН, ВЦ ФИЦ ИУ РАН) трудится с 1985 года: инженер, младший научный сотрудник, старший научный сотрудник, ведущий научный сотрудник.
В 2001 году окончил Московскую духовную семинарию (заочный сектор). В 2002 году был рукоположен в сан диакона, в 2005 — в сан священника, клирик храма Богоявления Господня бывшего Богоявленского монастыря в Москве.

## Научный вклад
Область научных интересов: вычислительная геометрия, выпуклые множества, многокритериальная оптимизация, математическое моделирование.
Георгий Кириллович Каменев:
- Разработал новую теорию хаусдорфовых адаптивных методов аппроксимации выпуклых тел многогранниками, получившую международное признание[3];
- Вместе с А. В. Лотовым разработал новый подход к поддержке принятия решений при многих критериях, основанный на аппроксимации и визуализации многомерной границы Парето с помощью Диалоговых Карт Решений.
- Разработал метод глубоких ям для аппроксимации ограниченных множеств в метрических пространствах через построение субоптимальных эпсилон-сетей и покрытий, в том числе для неявно заданных множеств, получивший широкое применение в задачах исследования математических моделей физических, биологических, экономических и социальных систем. Работы в этой области[4] были инициированы академиком А. А. Петровым, основателем первой в России школы математического моделирования экономики, в связи с проектом исследования шоковой терапии Российской экономики, предсказавшим её катастрофические последствия.

Георгий Кириллович являлся регулярным участником многочисленных международных и российских конференций по вычислительной и выпуклой геометрии, многокритериальным методам принятия решений, экономическому и биологическому моделированию и теории операций: Konvexgeometrie (Mat. Forschungsinstitut Oberwolfach), ECOMOD, OPTIMA, PACO, BIOMAT, MOPGP, MMSED и др., в том числе с приглашёнными докладами.
Был членом диссертационных советов 212.156.05 МФТИ, 002.017.04 ВЦ РАН и 002.073.04 ФИЦ ИУ РАН.
Под научным руководством Георгия Кирилловича Каменева защищена 1 кандидатская диссертация. С 2012 по 2018 был рецензентом AMS Mathematical Reviews.
Георгий Кириллович принимал участие в 14 грантах РФФИ и РНФ, в том числе в четырёх грантах РФФИ (97-01-11026, 04-01-00662, 09-01-00599, 18-01-00465) в качестве руководителя.

## Научные труды
Георгий Кириллович Каменев является автором более 100 научных работ,, в том числе 7 книг.

### Книги
1. Лотов А. В., Бушенков В. А., Каменев Г. К., Черных О. Л. Компьютеры и поиск компромисса. Метод достижимых целей. Сер. Кибернетика: неограниченные возможности и возможные ограничения — М.: Наука, 1997;
2. Лотов А. В., Бушенков В. А., Каменев Г. К. Метод достижимых целей. Математические основы и экологические приложения. Mellen Press, New York, USA, 1999, 400 стр.
3. A.V. Lotov, V. Bushenkov, and G. Kamenev. Feasible Goals Method. Search for Smart Decisions. Computing Center RAS, Moscow, Russia, 2001, 240 p.
4. A.V. Lotov, V.A. Bushenkov, G.K. Kamenev. Interactive Decision Maps. Approximation and Visualization of the Pareto Frontier. Boston: Kluwer Academic Publishers, 2004. ISBN 1-4020-7631-2. (Начало книги в Google-read)
5. Каменев Г. К. Оптимальные адаптивные методы полиэдральной аппроксимации выпуклых тел. М.: ВЦ РАН, 2007, 230 с. ISBN 5-201-09876-2
6. Каменев Г. К. Численное исследование эффективности методов полиэдральной аппроксимации выпуклых тел. М: Изд. ВЦ РАН, 2010, 118с. ISBN 978-5-91601-043-5
7. Каменев Г. К., Лысенко Н. А., Люлякин О. П., Поляновский В. О., Саранча Д. А., Юрезанская Ю. С. Использование методов математического моделирования для анализа экологических объектов. M.: ВЦ РАН, 2015. 119 с.

### Диссертация
"Теория оптимальных адаптивных методов полиэдральной аппроксимации выпуклых компактных тел и её применение в задачах принятия решений" Диссертация на соискание учёной степени доктора физ.-матем. наук. М.: ВЦ РАН, 2004. 
- Автореферат
- Полный текст

### Избранные статьи
- Каменев Г. К. Об одном классе адаптивных алгоритмов аппроксимации выпуклых тел многогранниками // Журн. вычисл. матем. и матем. физ., 1992, 32(1), 136—152.
- Джолдыбаева С. М., Каменев Г. К. Численное исследование эффективности алгоритма аппроксимации выпуклых тел многогранниками // Ж. вычисл. матем. и матем. физ., 32:6 (1992), 857—866.
- Каменев Г. К. Визуальный метод идентификации параметров // Докл. РАН, 1998, 359(3), 319—322.
- Каменев Г. К. «Аппроксимация вполне ограниченных множеств методом глубоких ям». // Ж. вычисл. матем. и матем. физ., 41:11 (2001), 1751—1760.
- Каменев Г. К. «Сопряжённые адаптивные алгоритмы полиэдральной аппроксимации выпуклых тел». // Ж. вычисл. матем. и матем. физ., 42:9 (2002), 1351—1367.
- Lotov, V. Berezkin, G. Kamenev, Miettinen K. Optimal Control of Cooling Process in Continuous Casting of Steel Using a Visualization-Based Multi-Criteria Approach // Applied Mathematical Modelling, 2005, 29(7), 653—672.
- Берёзкин В. Е., Каменев Г. К., Лотов А. В. Гибридные адаптивные методы аппроксимации невыпуклой многомерной границы Парето // Ж. вычисл. матем. и матем. физ. 2006. Т. 46(11). С. 2009—2023.
- Efremov R.V., Kamenev G.K. Properties of a method for polyhedral approximation of the feasible criterion set in convex multiobjective problems // Annals of Operations Research. 2009, 166. P. 271—279.
- Каменев Г. К. Об одном подходе к исследованию неопределенности, возникающей при идентификации моделей // Математическое моделирование. 2010. Т. 22. № 9. С. 116-128.
- Каменев Г. К. Полиэдральная аппроксимация шара Методом Глубоких Ям с оптимальным порядком роста мощности гранной структуры // Труды Межд. конфер. «Численная геометрия, построение расчетных сеток и высокопроизводительные вычисления (NUMGRID2010)», Москва, 11-13 октября 2010г. М.: Изд. Фолиум, 2010. С. 47-52.
- Каменев Г. К. Метод исследования неопределенности, возникающей при идентификации параметров моделей. М.: ВЦ РАН, 2010. – 46 с.
- Ефремов Р. В., Каменев Г. К. Об оптимальном порядке роста числа вершин и гиперграней в классе хаусдорфовых методов полиэдральной аппроксимации выпуклых тел // Ж. вычисл. матем. и матем. физ. 2011, Т. 51. N6. C. 1018-1031.
- Каменев Г. К., Поспелов А.И. Полиэдральная аппроксимация выпуклых компактных тел методами наполнения // ЖВМ и МФ. 2012, Т. 52. N5. С. 818-828.
- Каменев Г. К., Берёзкин В.Е. Исследование сходимости двухфазных методов аппроксимации оболочки Эджворта-Парето в нелинейных задачах многокритериальной оптимизации // ЖВМ и МФ. 2012, Т. 52. N6. С. 990-998.
- Каменев Г. К. Исследование скорости сходимости и эффективности двухфазных методов аппроксимации оболочки Эджворта-Парето // . 2013, Т. 53. N4. С. 507-519.
- Каменев Г. К. Метод полиэдральной аппроксимации шара с оптимальным порядком роста мощности гранной структуры // Ж. вычисл. матем. и матем. физ., 2014, Т. 54, № 8, 1235—1248.
- Каменев Г. К. Асимптотические свойства метода уточнения оценок при аппроксимации многомерных шаров многогранниками // ЖВМ и МФ. 2015, Т. 55. N10. С. 1647-1660
- Kamenev G.K., Olenev N.N. Study of the Russian Economy’s Identification and Forecast Stability Using a Ramsey Type Model // Mathematical Models and Computer Simulations, 2015, Vol. 7, No. 2, pp. 179–189.
- Каменев Г. К., Оленёв Н. Н. Исследование устойчивости идентификации и прогнозирования российской экономики на модели Рамсея // Матем. моделирование, 26:9 (2014), 3–17.
- Georgy K. Kamenev, Oleg P. Lyulyakin, Dmitry A. Sarancha, Nikolai A. Lysenko, and Valery O. Polyanovskii. From chaos to order. Difference equations in one ecological problem // Russ. J. Numer. Anal. Math. Modelling 2016, 31 (5), pp. 253–265.
- Каменев Г. К. Эффективность метода уточнения оценок при аппроксимации многомерных шаров многогранниками // Ж. вычисл. матем. и матем. физ. 2016, Т. 56. N5. С. 756-767. DOI: 10.7868/S0044466916050082
- Каменев Г. К. Многокритериальный метод множеств идентификации // ЖВМ и МФ. 2016, Т. 56. N 11. С. 1872—1888.
- Каменев Г. К. Многокритериальный метод идентификации и прогнозирования // Матем. моделирование, 29:8 (2017), 29–43.
- Каменев Г. К., Саранча Д. А., Поляновский В. О. Исследование класса одномерных унимодальных отображений, полученного при моделировании популяции леммингов // Биофизика. 2018. Т. 63. N4. C. 758—775.
- Каменев Г. К. Метод построения оптимальных тёмных покрытий // Ж. вычисл. матем. и матем. физ. 2018, Т. 58. N 7. С. 11089-1097

## Награды
- Медаль «В память 850-летия Москвы».
- Богослужебные награды: набедренник, камилавка, наперсный крест, палица[11].
- Церковные награды:
  - Орден святого благоверного князя Даниила Московского III степени;
  - медаль «В память 1000-летия преставления равноапостольного великого князя Владимира».